# Heike Fischer
Heike Fischer (Canadá, 7 de septiembre de 1982) es una clavadista o saltadora de trampolín canadiense especializada en trampolín de 1 metro, donde consiguió ser medallista de bronce mundial en 2005.

## Carrera deportiva
En el Campeonato Mundial de Natación de 2005 celebrado en Montreal (Canadá) ganó la medalla de bronce en el trampolín de 1 metro, con una puntuación de 299.46 puntos, tras la canadiense Blythe Hartley (oro con 325 puntos) y la china Wu Minxia (plata con 299.70 puntos); además en los Juegos Olímpicos de Pekín 2008 ganó el bronce en la misma prueba.